# Oficina Postal de Estados Unidos (Anniston)
La Oficina Postal de Estados Unidos, también conocida como Edificio Federal y Palacio de Justicia, es un edificio histórico ubicado en Anniston, Alabama, Estados Unidos. El edificio de estilo Beaux-Arts fue construido en 1904. Fue incluido en el Registro Nacional de Lugares Históricos el 13 de noviembre de 1976.